# Break the Rules (Status Quo 1974)
Break the Rules è una canzone della rock band inglese Status Quo, uscita come singolo nell'aprile del 1974.

## La canzone
È un boogie-woogie semplice, veloce e ben ritmato in cui la vivace armonica a bocca di Bob Young e il blues al pianoforte del session man Tom Parker sostengono brillantemente la doppia chitarra elettrica di Rossi & Parfitt.
Il singolo è l'unico ad essere estratto dall'album Quo e viene scelto dalla casa discografica col parere contrario della band, che in una intervista al Record Mirror dichiara che avrebbe invece preferito estrapolare il brano di apertura Backwater.
La scelta dei discografici si rivela oculata e il singolo sale al n. 8 delle charts inglesi.
In Italia, il brano si posiziona al decimo posto in classifica.

## Tracce
1. Break the Rules - 3:38 - (Rossi/Young/Parfitt/Lancaster/Coghlan)
2. Lonely Night - 3:21 - (Parfitt/Lancaster/Rossi/Young/Coghlan)

## Formazione
- Francis Rossi (chitarra solista, voce)
- Rick Parfitt (chitarra ritmica, voce)
- Alan Lancaster (basso, voce)
- John Coghlan (percussioni)

## British singles chart
| Posizione | 38 | 26 | 18 | 9 | 8 | 11 | 10 | 27 | 38 | uscito |